# Plasencia
Plasencia – miasto w Hiszpanii, w prowincji Cáceres, w regionie Estremadura. W 2012 liczyło 41.002 mieszkańców. Plasencia znajduje się 83 km na północ od Cáceres, 150 km na północ od Méridy i 70 km na wschód od granicy z Portugalią.
Z miasta pochodzi Inés Suárez, współzałożycielka Santiago de Chile.
W mieście jest stacja kolejowa Plasencia.
Miasta partnerskie
- Piacenza, Włochy
- Talavera de la Reina, Hiszpania
- Escalona, Hiszpania
- Santiago, Chile
- San Miguel de Abona, Hiszpania
- Castelo Branco, Portugalia
- Cuenca, Hiszpania